# Alessandria Unione Sportiva 1928-1929
Questa voce raccoglie le informazioni riguardanti l'Alessandria Unione Sportiva nelle competizioni ufficiali della stagione 1928-1929.

## Stagione
Con il passaggio dalla Divisione Nazionale alla Serie A, primo passo verso il professionismo, si andava chiudendo il periodo più luminoso della storia dell'Alessandria e, in generale, di tutto il calcio della provincia piemontese. Pur avendo la squadra di Carcano saputo reagire ottimamente, nella stagione 1927-28, alla cessione di Adolfo Baloncieri al ricco Torino del conte Cinzano, il divario tra grigi e granata andò aumentando. L'ultimo campionato prima dell'avvento della Serie A a girone unico vide le due squadre inserite nello stesso girone (l'A, dai nomi altisonanti e tecnicamente più valido) e ripresentò un confronto questa volta impari, come dimostrano i risultati degli scontri diretti (nettissima vittoria dei padroni di casa nella gara di andata al Filadelfia, pareggio 3-3 sul neutro di Genova, con tripletta dell'ex attaccante grigio, in quella di ritorno).
Il Torino vinse nettamente il girone, l'Alessandria condivise un buon terzo posto assieme all'emergente Roma. Proprio lo scontro diretto contro i capitolini agli Orti fu turbato da incidenti: agli ospiti era stato assegnato un rigore successivamente a uno scontro di gioco che aveva costretto però all'uscita l'infortunato portiere grigio Morando; nella confusionaria continuazione della gara (a difendere la porta dei grigi andò Ferrari, che non riuscì a parare il rigore), dopo il secondo gol della Roma, il pubblico invase il campo, aggredendo l'arbitro. La partita fu omologata con lo 0-2 per i giallorossi. Il 16 giugno gli Orti ospitarono l'ultima gara dell'Unione Sportiva, che nella stagione successiva si trasferì al Campo del Littorio, ormai pronto per l'inaugurazione.

## Divise
| 1ª divisa | 2ª divisa |

## Organigramma societario
Area direttiva
- Presidente: Ladislao Rocca
- Vicepresidenti: Gino Garavelli e Giovanni Ronza

Area organizzativa
- Segretario: Pietro Novelli
- Tesoriere: Antonio Massobrio

Area tecnica
- Direttore tecnico: Amilcare Savojardo
- Allenatore: Carlo Carcano

Area sanitaria
- Domenico Assandro

## Rosa
| N. |                   | Ruolo | Calciatore        |
| -- | ----------------- | ----- | ----------------- |
|    | Italia (bandiera) | P     | Natale Balossino  |
|    | Italia (bandiera) | P     | Clemente Morando  |
|    | Italia (bandiera) | D     | Felice Costa      |
|    | Italia (bandiera) | D     | Armando Lauro     |
|    | Italia (bandiera) | D     | Giuseppe Mantelli |
|    | Italia (bandiera) | D     | Ugo Rasetto       |
|    | Italia (bandiera) | C     | Amilcare Baghino  |
|    | Italia (bandiera) | C     | Luigi Bertolini   |
|    | Italia (bandiera) | C     | Michele Borelli   |
|    | Italia (bandiera) | C     | Aurelio Fineschi  |

| N. |                   | Ruolo | Calciatore         |
| -- | ----------------- | ----- | ------------------ |
|    | Italia (bandiera) | C     | Giuseppe Gandini   |
|    | Italia (bandiera) | C     | Libero Marchina    |
|    | Italia (bandiera) | A     | Mario Autelli      |
|    | Italia (bandiera) | A     | Edoardo Avalle     |
|    | Italia (bandiera) | A     | Elvio Banchero (I) |
|    | Italia (bandiera) | A     | Renato Cattaneo    |
|    | Italia (bandiera) | A     | Carlo Chierico     |
|    | Italia (bandiera) | A     | Giovanni Ferrari   |
|    | Italia (bandiera) | A     | Arnaldo Nebbia (I) |
|    | Italia (bandiera) | A     | Carlo Soliano      |

## Risultati

### Divisione Nazionale

#### Girone A

##### Girone di andata
| Arbitro: | Lenti (Genova) |

|                          |           |                  |
| Magnozzi 40’ (rig.), 72’ | Marcatori | 48’, 67’ Ferrari |

| Arbitro: | Turra (Padova) |

|                                           |           |                 |
| Chierico 40’ Marchina 60’ E. Banchero 73’ | Marcatori | 33’, 41’ Perani |

| Arbitro: | Medica (Bologna) |

|                                                   |           |                                          |
| Zanninovich 15’ Bergamini 35’ Vecchina 79’ (rig.) | Marcatori | 14’ E. Banchero 23’ Cattaneo 29’ Ferrari |

| Arbitro: | Dani (Genova) |

|              |           |                 |
| Cattaneo 57’ | Marcatori | 36’ Migliavacca |

| Arbitro: | Ferro (Milano) |

|                        |           |                              |
| Volk 7’ Bernardini 54’ | Marcatori | 27’ Cattaneo 61’ E. Banchero |

| Arbitro: | Osti (Ferrara) |

|                 |           |  |
| E. Banchero 42’ | Marcatori |  |

| Arbitro: | Lenti (Genova) |

|                                                                               |           |              |
| Gino Rossetti 21’ Vezzani 44’, 73’ Baloncieri 48’ Libonatti 67’ D. Martin 82’ | Marcatori | 46’ Cattaneo |

| Arbitro: | Pessato (Monfalcone) |

|                                                               |           |                                         |
| E. Banchero 7’, 65’ (rig.) Marchina 10’, 19’, 60’ Ferrari 11’ | Marcatori | 25’ Rastelli 38’ Bellomo 88’ Costantino |

| Arbitro: | Malagodi (Ferrara) |

|                              |           |             |
| Castellani 32’ Ostromann 77’ | Marcatori | 90’ Autelli |

| Arbitro: | Bonello (Venezia) |

|                             |           |  |
| Ferrari 20’ E. Banchero 59’ | Marcatori |  |

| Arbitro: | Pessato (Monfalcone) |

|                                             |           |               |
| Gandini 4’ Ferrari 36’ E. Banchero 53’, 73’ | Marcatori | 65’ Reguzzoni |

| Arbitro: | Caironi (Milano) |

|  |           |                 |
|  | Marcatori | 38’ E. Banchero |

| Arbitro: | Casetta (Milano) |

|  |           |             |
|  | Marcatori | 81’ Gandini |

| Arbitro: | Reichlin (Napoli) |

|                         |           |                |
| Cattaneo 49’ Avalle 85’ | Marcatori | 44’ M. Moretti |

| Arbitro: | Carraro (Padova) |

|               |           |            |
| Piccaluga 28’ | Marcatori | 9’ Ferrari |

##### Girone di ritorno
| Arbitro: | Mastellari (Bologna) |

|                                                           |           |              |
| Cattaneo 12’, 34’ E. Banchero 51’ Ferrari 52’ Gandini 75’ | Marcatori | 56’ Palandri |

| Arbitro: | Bruna (Venezia) |

|  |           |                   |
|  | Marcatori | 22’, 85’ Cattaneo |

| Arbitro: | Guarnieri (Milano) |

|                             |           |           |
| E. Banchero 26’ (rig.), 77’ | Marcatori | 24’ Gamba |

| Arbitro: | U.Gama (Milano) |

|               |           |                                       |
| Albertoni 54’ | Marcatori | 5’, 55’, 86’ E. Banchero 24’ Cattaneo |

| Arbitro: | Scarpi (Dolo) |

|  |           |                            |
|  | Marcatori | 61’ (rig.) Barzan 75’ Volk |

| Arbitro: | Dani (Genova) |

|                                |           |                                    |
| G. Santagostino 6’ Pastore 50’ | Marcatori | 30’ Ferrari 36’ (rig.) E. Banchero |

| Arbitro: | Dani (Genova) |

|                                       |           |             |
| Costantino 21’, 44’, 48’ Rastelli 39’ | Marcatori | 13’ Autelli |

| Arbitro: | Mastellari (Bologna) |

|                           |           |  |
| Marchina 15’ Cattaneo 78’ | Marcatori |  |

| Arbitro: | Malagodi (Ferrara) |

|                                   |           |                          |
| E. Banchero 34’, 46’ Cattaneo 73’ | Marcatori | 42’, 82’, 86’ Baloncieri |

| Arbitro: | Caironi (Milano) |

|            |           |              |
| Pagani 84’ | Marcatori | 23’ Cattaneo |

| Arbitro: | Mastellari (Bologna) |

|                                                 |           |  |
| Reguzzoni 20’, 27’ G. Colombo 27’ A. Gregar 44’ | Marcatori |  |

| Arbitro: | U. Gama (Milano) |

|                                   |           |  |
| E. Banchero 28’, 88’ Marchina 38’ | Marcatori |  |

| Arbitro: | Malagodi (Ferrara) |

|                                                |           |  |
| Lauro 20’ Soliano 40’ Marchina 70’ Borelli 88’ | Marcatori |  |

| Arbitro: | Sani (Ferrara) |

|                                     |           |            |
| Marini 43’ Corsetti 63’ Morelli 70’ | Marcatori | 7’ Soliano |

| Arbitro: | Bonello (Venezia) |

|                               |           |                  |
| Ferrari 12’ Cattaneo 21’, 80’ | Marcatori | 79’ Li. Manzotti |

## Statistiche

### Statistiche di squadra
| Competizione        | Punti | In casa | In casa | In casa | In casa | In casa | In casa | In trasferta | In trasferta | In trasferta | In trasferta | In trasferta | In trasferta | Totale | Totale | Totale | Totale | Totale | Totale | DR  |
| Competizione        | Punti | G       | V       | N       | P       | Gf      | Gs      | G            | V            | N            | P            | Gf           | Gs           | G      | V      | N      | P      | Gf     | Gs     | DR  |
| ------------------- | ----- | ------- | ------- | ------- | ------- | ------- | ------- | ------------ | ------------ | ------------ | ------------ | ------------ | ------------ | ------ | ------ | ------ | ------ | ------ | ------ | --- |
| Divisione Nazionale | 40    | 15      | 12      | 2       | 1       | 41      | 16      | 15           | 4            | 6            | 5            | 23           | 31           | 30     | 16     | 8      | 6      | 64     | 47     | +17 |

### Statistiche dei giocatori[4]
| Giocatore       | Divisione Nazionale | Divisione Nazionale |
| Giocatore       | Presenze            | Reti                |
| --------------- | ------------------- | ------------------- |
| M. Autelli      | 15                  | 2                   |
| E. Avalle       | 27                  | 1                   |
| A. Baghino      | 12                  | 0                   |
| N. Balossino    | 7                   | -7                  |
| E. Banchero (I) | 28                  | 21                  |
| L. Bertolini    | 28                  | 0                   |
| M. Borelli      | 9                   | 1                   |
| R. Cattaneo     | 28                  | 15                  |
| C. Chierico     | 7                   | 1                   |
| F. Costa        | 27                  | 1                   |
| G. Ferrari      | 29                  | 10                  |
| A. Fineschi     | 2                   | 0                   |
| G. Gandini      | 22                  | 3                   |
| A. Lauro        | 28                  | 0                   |
| G. Mantelli     | 1                   | 0                   |
| L. Marchina     | 26                  | 7                   |
| C. Morando      | 23                  | -40                 |
| A.L. Nebbia (I) | 2                   | 0                   |
| U. Rasetto      | 7                   | 0                   |
| C. Soliano      | 2                   | 2                   |